# Olympische Sommerspiele 1900/Teilnehmer (Italien)
| Silbermedaillen | Bronzemedaillen | 3. |
| --------------- | --------------- | -- |
| 2               | 2               | —  |

Italien nahm an den Olympischen Sommerspielen 1900 in Paris mit elf Sportlern teil. Es war die zweite Teilnahme nach den Olympischen Sommerspielen 1896. Italien gewann zwei Silber- und zwei Bronzemedaillen.

## Medaillengewinner

### Silber
| Name                 | Sportart | Disziplin              |
| -------------------- | -------- | ---------------------- |
| Antonio Conte        | Fechten  | Säbel für Fechtmeister |
| Giangiorgio Trissino | Reiten   | Hochspringen           |

### Bronze
| Name                 | Sportart | Disziplin              |
| -------------------- | -------- | ---------------------- |
| Italo Santelli       | Fechten  | Säbel für Fechtmeister |
| Giangiorgio Trissino | Reiten   | Weitspringen           |

## Teilnehmer nach Sportart

### Fechten
| Disziplin                | Platz | Name              | Runde 1               | Viertelfinale       | Hoffnungsrunde    | Halbfinale      | Finale         |
| ------------------------ | ----- | ----------------- | --------------------- | ------------------- | ----------------- | --------------- | -------------- |
| Florett                  | 25    | Olivier Collarini | weiter durch Jury     | verloren durch Jury | nicht erreicht    | nicht erreicht  | nicht erreicht |
| Florett                  | 38    | Giunio Fedreghini | verloren durch Jury   | nicht erreicht      | nicht erreicht    | nicht erreicht  | nicht erreicht |
| Florett                  | 38    | Giuseppe Giurato  | verloren durch Jury   | nicht erreicht      | nicht erreicht    | nicht erreicht  | nicht erreicht |
| Florett                  | 38    | Palardi           | verloren durch Jury   | nicht erreicht      | nicht erreicht    | nicht erreicht  | nicht erreicht |
| Degen                    | 19    | Giuseppe Giurato  | 1. Gruppe K           | 4. Gruppe D         | nicht ausgetragen | nicht erreicht  | nicht erreicht |
| Degen                    | 35    | Olivier Collarini | 3. Gruppe E           | nicht erreicht      | nicht ausgetragen | nicht erreicht  | nicht erreicht |
| Degen                    | 35    | Giunio Fedreghini | 3. Gruppe P           | nicht erreicht      | nicht ausgetragen | nicht erreicht  | nicht erreicht |
| Säbel                    | 9     | Giunio Fedreghini | 1. in Gruppe          | nicht ausgetragen   | nicht ausgetragen | 5. Halbfinale A | nicht erreicht |
| Säbel                    | 9     | Stagliano         | 5. in Gruppe          | nicht ausgetragen   | nicht ausgetragen | 5. Halbfinale B | nicht erreicht |
| Florett für Fechtmeister | 4     | Antonio Conte     | weiter durch Jury     | weiter durch Jury   | sofort weiter     | 3. Halbfinale A | Vierter        |
| Florett für Fechtmeister | 7     | Italo Santelli    | weiter durch Jury     | weiter durch Jury   | sofort weiter     | 4. Halbfinale B | Siebter        |
| Degen für Fechtmeister   | 19    | Zwei unbekannte   | 3. Gruppe G, H oder I | nicht ausgetragen   | nicht ausgetragen | nicht erreicht  | nicht erreicht |
| Säbel für Fechtmeister   | 1     | Antonio Conte     | 1. in Gruppe          | nicht ausgetragen   | nicht ausgetragen | 1. Halbfinale A | Erster         |
| Säbel für Fechtmeister   | 2     | Italo Santelli    | 1. in Gruppe          | nicht ausgetragen   | nicht ausgetragen | 1. Halbfinale B | Zweiter        |
| Säbel für Fechtmeister   | 15    | Orazio Santelli   | 1. in Gruppe          | nicht ausgetragen   | nicht ausgetragen | 8. Halbfinale A | nicht erreicht |
| Säbel für Fechtmeister   | 17    | Luc Alessandri    | 5. in Gruppe          | nicht ausgetragen   | nicht ausgetragen | nicht erreicht  | nicht erreicht |
| Säbel für Fechtmeister   | 17    | J. Santelli       | 5. in Gruppe          | nicht ausgetragen   | nicht ausgetragen | nicht erreicht  | nicht erreicht |

### Leichtathletik
| Disziplin | Platz | Name            | Vorrunde              | Halbfinale        | Hoffnungsrunde    | Finale         |
| --------- | ----- | --------------- | --------------------- | ----------------- | ----------------- | -------------- |
| 100 Meter | –     | Umberto Colombo | Unbekannt 3. Gruppe 3 | nicht erreicht    | nicht erreicht    | nicht erreicht |
| 400 Meter | –     | Umberto Colombo | Unbekannt Gruppe 3    | nicht ausgetragen | nicht ausgetragen | nicht erreicht |
| 800 Meter | –     | Emilio Banfi    | Unbekannt Gruppe 2    | nicht ausgetragen | nicht ausgetragen | nicht erreicht |

### Radsport
| Disziplin         | Platz | Name             | Runde 1     | Viertelfinale  | Halbfinale     | Finale         |
| ----------------- | ----- | ---------------- | ----------- | -------------- | -------------- | -------------- |
| 2000 Meter Sprint | –     | Antonio Restelli | 1. Gruppe 9 | 1. Gruppe 4    | 2. Gruppe 2    | nicht erreicht |
| 2000 Meter Sprint | –     | Enrico Brusoni   | 2. Gruppe 4 | 2. Gruppe 6    | nicht erreicht | nicht erreicht |
| 2000 Meter Sprint | –     | Giacomo Stratta  | 2. Gruppe 1 | 2. Gruppe 1    | nicht erreicht | nicht erreicht |
| 2000 Meter Sprint | –     | Romolo Buni      | 4. Gruppe 2 | nicht erreicht | nicht erreicht | nicht erreicht |
| 2000 Meter Sprint | –     | Luigi Colombo    | 4. Gruppe 7 | nicht erreicht | nicht erreicht | nicht erreicht |
| 2000 Meter Sprint | –     | Jacques Droëtti  | 4. Gruppe 6 | nicht erreicht | nicht erreicht | nicht erreicht |
| 2000 Meter Sprint | –     | Giulio Vianzino  | 4. Gruppe 2 | nicht erreicht | nicht erreicht | nicht erreicht |

### Reiten
| Disziplin    | Platz | Name                       | Zeit, Höhe oder Weite |
| ------------ | ----- | -------------------------- | --------------------- |
| Jagdspringen | 4     | Uberto Visconti di Modrone | Unbekannt             |
| Jagdspringen | 4     | Gian Giorgio Trissino      | Unbekannt             |
| Jagdspringen | 4     | Unbekannt                  | Unbekannt             |
| Hochspringen | 1     | Gian Giorgio Trissino      | 1,85 Meter            |
| Hochspringen | 4     | Gian Giorgio Trissino      | 1,70 Meter            |
| Hochspringen | 5     | Uberto Visconti di Modrone | Unbekannt             |
| Hochspringen | 5     | Uberto Visconti di Modrone | Unbekannt             |
| Hochspringen | 5     | Unbekannt                  | Unbekannt             |
| Weitspringen | 2     | Gian Giorgio Trissino      | 6,10 Meter            |
| Weitspringen | 5     | Uberto Visconti di Modrone | Unbekannt             |

### Rudern
| Disziplin | Platz | Boot    | Runde 1       | Halbfinale     | Finale         |
| --------- | ----- | ------- | ------------- | -------------- | -------------- |
| Einer     | –     | Piaggio | nicht beendet | nicht erreicht | nicht erreicht |

### Schwimmen
| Disziplin           | Platz | Name           | Halbfinale                  | Finale         |
| ------------------- | ----- | -------------- | --------------------------- | -------------- |
| 200 Meter Freistil  | 17    | Paolo Bussetti | 3:35,0 min 5. Halbfinale 1  | nicht erreicht |
| 4000 Meter Freistil | 6     | Fabio Mainoni  | 1:25:16,6 h 1. Halbfinale 3 | 1:18:25,4 h    |
| 200 Meter Rücken    | 8     | Paolo Bussetti | 4:09,2 min 4. Halbfinale 1  | 3:45,0 min     |

### Turnen
| Disziplin | Platz | Name              | Punkte |
| --------- | ----- | ----------------- | ------ |
| Mehrkampf | 28    | Camillo Pavanello | 255    |